# Leptomyrina gorgias
Leptomyrina gorgias là một loài bướm ngày thuộc họ Bướm xanh. Nó được tìm thấy ở miền nam châu Phi.
Sải cánh dài 18.5–29 mm đối với con đực và 25–32 mm đối với con cái. Con trưởng thành bay quanh năm với cao điểm vào tháng 11 và tháng 3.
Ấu trùng ăn các loài Kalanchoe, Crassula và Cotyledon.

## Phụ loài
- Leptomyrina gorgias gorgias (East Cape, KwaZulu-Natal, Transvaal, Orange Free State, miền nam Mozambique)
- Leptomyrina gorgias sobrina Talbot, 1935 (Somalia, miền đông Kenya, Tanzania, miền bắc Mozambique, Zambia)
- Leptomyrina gorgias cana Talbot, 1935 (miền tây Kenya, Uganda)

## Hình ảnh

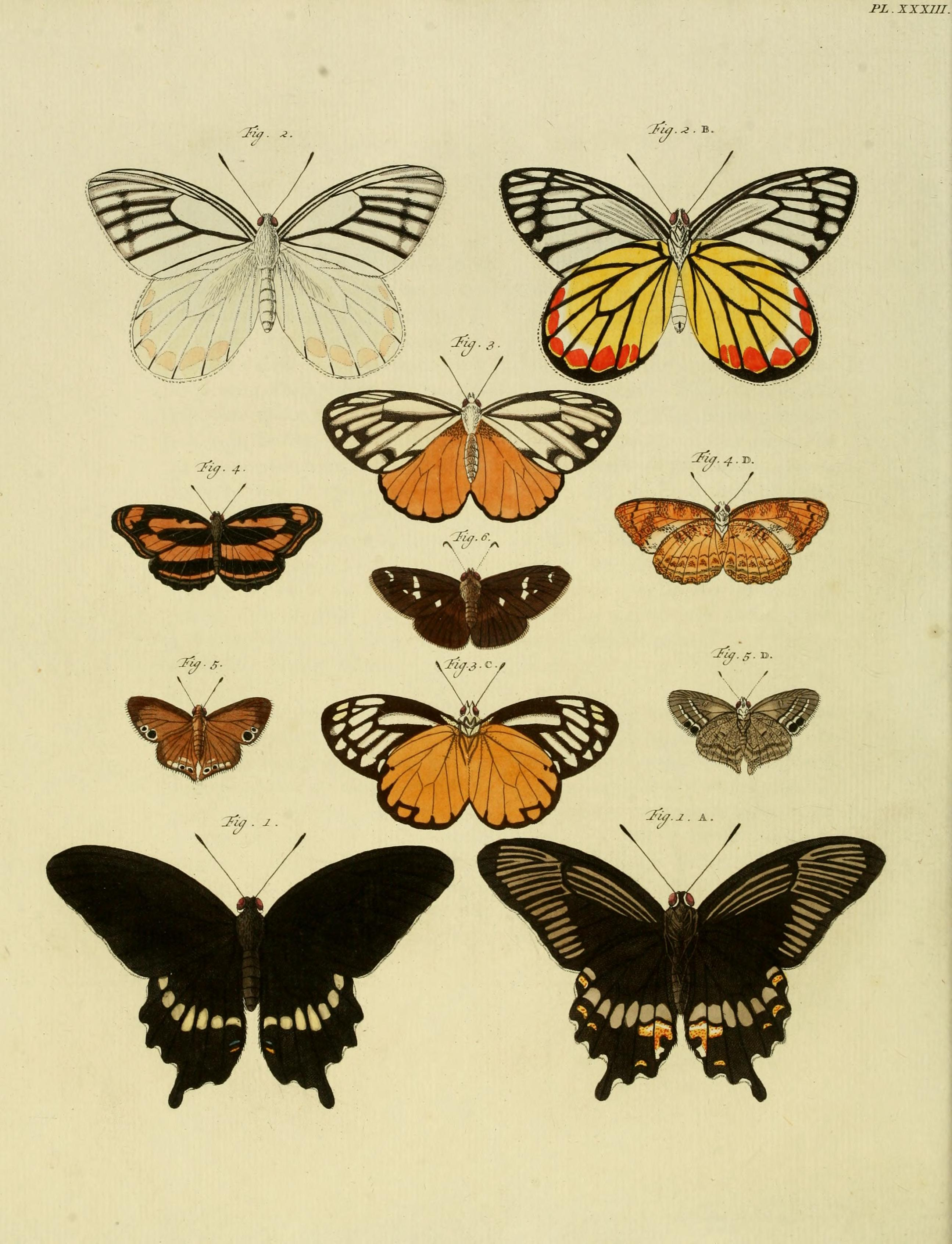